# غراهام رينولدز
غراهام رينولدز (بالإنجليزية: Graham Reynolds)‏ (23 سبتمبر 1937 في المملكة المتحدة - 27 فبراير 2008 في المملكة المتحدة) هو لاعب كريكت بريطاني. لعب مع نادي مقاطعة غلاموركن للكريكت ‏.

## وصلات خارجية
- غراهام رينولدز على موقع إي آس بي آن كريك إنفو (الإنجليزية)